# Gilberto Santa Rosa
Gilberto Santa Rosa Cortés (San Juan, 21 de agosto de 1962) es un cantante puertorriqueño de salsa. Apodado el Caballero de la Salsa.  Intérprete de salsa, baladas románticas y boleros. Inició su fama artística siendo vocalista en la Orquesta de Willie Rosario a sus 19 años de edad, canciones como La Mitad, Lluvia, Cuando se Canta Bonito, entre otros.[cita requerida]
Hijo de un dibujante de planos de ingeniería y de una operadora de las primeras computadoras IBM de la isla. Ganador de 1 Grammy y 5 Latin Grammy. Ha vendido más de 30 millones de copias en los Estados Unidos y Puerto Rico.[cita requerida] Entre otras canciones conocidas son «Que alguien me diga», «Si no me ven llorando», «Esas lágrimas», «Ni te llamo ni te busco», «Lluvia» con Tony Vega & la Orquesta de Willie Rosario, «Pa' quererse no hay que verse», «Vivir sin ella», «Conciencia», «Perdóname», «Sin voluntad», «Pueden decir», «No quiero na' regala'o», «Sombra loca», «Me volvieron a hablar de ella», «Que se lo lleve el rio», «Qué manera de quererte», «Conteo regresivo», entre otras.

## Biografía

### Biografía
Nació en Santurce, San Juan, Puerto Rico en 1962. A los 12 años organizó una agrupación de aficionados dando sus primeros pasos en el género de la música tropical. Dos años más tarde recibió del maestro Mario Ortiz la primera oportunidad para grabar profesionalmente. De lleno en el ambiente musical se integró profesionalmente a la orquesta La Grande por espacio de dos años. Allí conoció al maestro Elías López, quien lo ayudó a pulirse como intérprete y junto a quien incursionó como corista en grabaciones de otros exponentes del género afroantillano.[cita requerida]
En 1979 le surge una importante oportunidad al participar en la grabación "Homenaje a Eddie Palmieri" con la Puerto Rico All Star. De esta experiencia se integra a la conocida orquesta de Tommy Olivencia con quien realizó varias grabaciones hasta ingresar a la orquesta de Willie Rosario, con quien graba seis discos adicionales.[cita requerida]

### Debut musical
A sus 24 años debutó como solista y director de orquesta con el apoyo de la compañía Combo Records del maestro Rafael Ithier y el productor Ralph Cartagena. Grabando cuatro discos de larga duración Gilbertito se reafirmó como uno de las promesas más importantes de la salsa de fin de siglo.[cita requerida]
En 1990, hace su debut teatral en la obra "La pareja dispareja" junto a Rafo Muñiz y Luis Vigoreaux, hijo. Además, debuta en el Centro de Bellas Artes en un concierto junto al nicaragüense Luis Enrique, en el cual confirmó su enorme arraigo y su don para el soneo. 
Fue para esa fecha que pasó a formar parte de la familia discográfica CBS, hoy conocida como Sony Discos. Su primera producción para este sello fue Punto de vista en 1990, la cual recibió disco de oro y platino. Pero a esta siguieron entonces los exitosos lanzamientos de nuevas producciones como fueron Perspectiva (1991), A dos tiempos de un tiempo (homenaje a Tito Rodríguez editado en 1992), Nace aquí (1993), De cara al viento (1994), The Man and His Music (producción que en 1995 recoge en vivo la presentación del artista en el prestigioso Carnegie Hall de Nueva York); Esencia (1996) y De corazón (1997). 
Su música y su estilo inconfundible lo llevaron hasta Japón, país que visitó como embajador musical de Puerto Rico en 1995 y en el que logró romper con las barreras idiomáticas, al interpretarles "De cara al viento" en el difícil idioma japonés. 
Desde entonces el mercado internacional lo reclama convirtiéndolo en uno de los artistas del género tropical de mayor demanda en el exterior. Muestra de ello son las exitosas presentaciones realizadas en el Primer Festival Presidente en República Dominicana, el Lincoln Center de Nueva York con Andy Montañez en julio de 1997; en el Teatro Anayansi en Panamá en septiembre de 1997 y en el Anfiteatro de Estudios Universal en Hollywood con Olga Tañón.[cita requerida]
Su carrera cosechó grandes éxitos al fundir el género clásico y tropical en el histórico concierto "Salsa Sinfónica" presentado en el Centro de Bellas Artes, de San Juan. Acompañado por la Orquesta Sinfónica de Puerto Rico, su producción se presentó en los Estados Unidos, así como rompió récords de taquilla en el Teatro Teresa Carreño de Caracas, en febrero de 1998. Ese momento histórico, que fue plasmado en compacto, fue reconocido por la Fundación Nacional para la Cultura Popular de Puerto Rico como una de las grabaciones más importantes del año. 
Con la llegada del nuevo siglo, "Salsa sinfónica" lo devolvió a Venezuela para reponer en Maracaibo su triunfal concierto. Con una función vendida en su totalidad, el cantante contó con el acompañamiento de la Orquesta Sinfónica del Zulia. Allí, en la cuna de las gaitas, Gilberto Santa Rosa compartió tarima con una de las figuras más importantes de este género, Neguito. Acto que complementó su trabajo en Caracas cuando el insigne Simón Díaz subió a la tarima del Teatro Teresa Carreño para acompañarlo en la interpretación del clásico «Caballo viejo». 
El lanzamiento de su álbum Expresión en 1999 reforzó la presencia de Gilberto en el mercado discográfico internacional. Ciertamente su ofensiva irrumpió al son de "Déjate querer". Pero fue el tema "Que alguien me diga", original del compositor panameño Omar Alfanno, autor también de los temas «Conciencia» y «Vivir sin ella», el que lo mantuvo por numerosas semanas en el primer lugar de las listas de Billboard. 
Expresión logró penetrar en mercados como el centroamericano. Allí el artista puertorriqueño recibió un disco de oro por las ventas obtenidas en dicha región y realizó además su primer concierto a beneficio de la Fundación de la Tercera Edad. 
En promoción para esta producción Gilberto viajó por primera vez a Buenos Aires mientras “Que alguien me diga”, tema del compositor Omar Alfanno, ocupó la primera posición en la lista Hot Latin Tracks de la importante revista Billboard. 
La producción fue escogida por la Fundación Nacional para la Cultura Popular como una de las 20 producciones más sobresalientes de 1999. De la misma manera su concierto en el Coliseo Roberto Clemente de San Juan resultó ser todo un éxito artístico. 
En Colombia fue parte del espectáculo “Los Grandes Soneros” donde compartió la tarima con los cantantes Edwin Rosero y Víctor Manuelle. Su intervención en esa actividad arrancó sonados aplausos de la multitud que se congregó en el Estadio El Campín de Bogotá. 
Luego participó en el evento “Supercalientes" conciertos de verano” que se llevó a cabo en el Centro Español de Santiago de los Caballeros y la Fortaleza Ozama en Santo Domingo. Allí el artista puertorriqueño deleitó al público dominicano con su gran voz y ritmos contagiosos.

### Años 2000
Con varias nominaciones al Grammy Latino, Gilberto Santa Rosa ganó en Puerto Rico el Premio de Cantante de Salsa del Año y el “People's Choice”, galardón que se otorga por votación popular en los premios Tu Música. 
El 2002 marcó el regreso del cantante con una nueva producción discográfica titulada Viceversa. La misma contó con la colaboración de los compositores Kike Santander, Polo Montañez, los cantantes boricuas Domingo Quiñones y Víctor Manuelle y además una nueva versión del tema «Sacúdeme» del recordado sonero puertorriqueño Ismael Rivera. El primer sencillo en promoverse fue la balada «Por más que intento», compuesta por el colombiano Kike Santander. 
En febrero de 2003 Gilberto cosechó aplausos unánimes de la prensa especializada por la presentación del concierto “Viva Rodríguez” en tributo al desaparecido Tito Rodríguez. En la producción, que subió a escena en la Sala de Conciertos Felipe Rodríguez del centro de Bellas Artes de Caguas, Santa Rosa interpretó la música que hizo popular el inmortal Tito utilizando los arreglos originales del cantante. Fiel al interés de Gilberto en honrar las grandes figuras del género tropical, Santa Rosa integró vídeos de Rodríguez así como presentó una exposición de memorabilia del homenajeado, la cual contó con un montaje de la Fundación Nacional par la Cultura Popular. 
El éxito de esta producción se repitió entonces en el Carnegie Hall de Nueva York. Allí, ante unas 3000 personas que llenaron el prestigioso centro, el cantante revivió clásicos como «Lo mismo que a usted», «Cuándo, cuándo, cuándo», «Cara de payaso», «Mío», «Se te olvida», «Yo soy tu enamorado» e «Inolvidable». Igualmente, Gilberto cantó a dúo con el veterano intérprete Cheo Feliciano, entonando ambos «Tiemblas», «Si tú supieras», «Ya son las 12», «El pañuelo» y «Llanto de luna». 
Mientras sus presentaciones ganaban elogios de la prensa y el público, el lanzamiento del compacto “Solo boleros” lo mantuvo vigente en el cancionero con sus temas románticos. Dos de sus interpretaciones incluidas en la grabación, “Mentiras” y “Un amor para la historia”, fueron escogidas como temas de la producción mexicana de la telenovela “Mirada de mujer: El regreso”. Ante ello, Gilberto cobró fuerza respetable en las ondas radiales de los países de la cuenca del Caribe, así como en las emisoras hispanas de los Estados Unidos. 
Simultáneamente, el sonero puertorriqueño formó parte del homenaje que la Orquesta Estrellas de la Fania le rindió a Don Tite Curet Alonso y a la Guarachera de Cuba, Celia Cruz, en el Madison Square Garden de Nueva York. En el reconocimiento póstumo, celebrado en la 28 edición de Salsa Fest, el cantante fue aclamado junto a los veteranos Johnny Pacheco, Néstor Sánchez, Cheo Feliciano, Oscar D'León, Bobby Cruz, Richie Ray y Víctor Manuelle. 
Luego de rendirle honor a las mencionadas figuras, el cantante se enfrentó a uno de los retos más importantes de su carrera artística: interpretar el rol de Pedro Navaja en el famoso musical “La verdadera historia de Pedro Navaja”. La obra subió a escena en noviembre de 2003 y contó con un elenco integrado por reconocidas figuras de la música popular como Yolandita Monge, Giselle, Michael Stuart y Elvis Crespo, entre otros. 
La reposición del musical, estrenado originalmente en 1981 y dirigido por Pablo Cabrera, recibió reseñas favorables y contó con el respaldo incondicional de más de 20,000 espectadores. Ante ello, la reposición de la producción se anunció para el año entrante, esta vez en el Centro de Bellas Artes de San Juan. 
A inicios de 2004 el cantante ofreció un inolvidable recital en el Centro de Bellas Artes de San Juan. Bajo el título de “Tiempo de amar”, Santa Rosa deleitó a su público con el repertorio de su más reciente grabación “Sólo boleros”. El éxito de este concierto lo llevó a abrir nuevas funciones para complacer la demanda del público que quería aplaudirlo).
Fiel a su compromiso de evolucionar continuamente en los escenarios, Gilberto se unió a Rubén Blades para presentar un concierto masivo en Puerto Rico. Posteriormente realizó una serie de presentaciones junto a Chucho Avellanet en el Hotel Condado Plaza, el cual fue un acierto de taquilla y le ganó nuevos aplausos de la prensa especializada.
El 6 de junio de 2013, Santa Rosa adquirió la nacionalidad dominicana, vía ius maritagii (derecho por matrimonio), tras haber contraído nupcias con la actriz, presentadora de televisión y modelo dominicana Alexandra Malagón a inicios de dicho año.
A mediados de 2013 fue solicitado y contratado en Colombia por Caracol Televisión para ser entrenador de la segunda temporada de La Voz Colombia, adaptación del formato musical La Voz original de Países Bajos. Santa Rosa llega a La Voz Colombia en reemplazo del vallenatero y baladista pop; cantautor y actor colombiano Carlos Vives entrenador de la primera temporada de este musical, junto al cantautor colombiano de música pop Andrés Cepeda, la actriz, modelo y cantante de pop latino colombiana Fanny Lú y el cantautor de baladas y pop latino venezolano Ricardo Montaner; los mismos que acompañarían a Santa Rosa en la transmisión segunda temporada de este musical.

### Actualidad
El 4 de septiembre de 2020 estrenó Colegas, producción discográfica en la que contó con la colaboración de artistas representativos de la música latina como Tito Nieves, Luisito Carrión, Issac Delgado, Nino Segarra, Víctor Manuelle y Maelo Ruiz. En marzo de 2022 anunció el lanzamiento de un nuevo álbum de estudio, titulado Debut y segunda tanda.

## Discografía
| Serie          | Título                                        | Año de producción |
| RCSLP 2049     | Good Vibrations                               | 1986              |
| RCSLP 2051     | Keeping Cool!!                                | 1987              |
| RCSLP 2053     | De Amor y Salsa                               | 1988              |
| RCSLP 2062     | Salsa en Movimiento                           | 1989              |
| SNY 80419      | Punto de vista                                | 1990              |
| SNY 80689      | Perspectiva                                   | 1991              |
| SNY 80895      | A dos tiempos de un tiempo                    | 1992              |
| SNY 81103      | Nace aquí                                     | 1993              |
| SNY 81462      | De cara al viento                             | 1994              |
| SNY 81647      | En vivo desde el carnegie hall                | 1995              |
| SNY 82020      | Esencia                                       | 1996              |
| SNY 82566      | De corazón                                    | 1997              |
| SNY 82913      | Salsa Sinfónica en Vivo Teatro Teresa Carreño | 1998              |
| SNY 83016      | Expresión                                     | 1999              |
| SNY 84258      | Romántico                                     | 2000              |
| SNY 84291      | Intenso                                       | 2001              |
| SNY 84781      | Viceversa                                     | 2002              |
| SNY 70371      | Sólo Bolero                                   | 2003              |
| SNY 70623      | Auténtico                                     | 2004              |
| SNY 96814      | Directo al Corazón                            | 2006              |
| SNY 712033     | Contraste                                     | 2007              |
| SNY            | Una Navidad Con Gilberto                      | 2008              |
| SNY 760067     | Lo Mejor de Gilberto en la Navidad            | 2009              |
| SNY 8869       | Irrepetible                                   | 2010              |
| SNY            | Gilberto Santa Rosa                           | 2012              |
| SNY            | Necesito Un Bolero                            | 2014              |
| B2B Music      | En buena compañía                             | 2018              |
| B2B Music      | 40... Y Contando (En Vivo desde Puerto Rico)  | 2019              |
| InnerCat Music | Colegas                                       | 2020              |
| B2B Music      | Debut y Segunda Tanda (Volumen 1)             | 2022              |
| B2B Music      | Debut y Segunda Tanda (Volumen 2)             | 2024              |